# Cecilie Eken
Cecilie Eken, född 16 februari 1970 på Frederiksberg men uppvuxen i Holte, en förort till Köpenhamn, är en dansk författare. 
Eken flyttade in till Köpenhamn (Østerbro) tillsammans med sin mor och sina två systrar när hennes föräldrar skilde sig. Från 2003 bor hon åter i Holte tillsammans med sin man, illustratören Peter Heydenreich.
Hon debuterade 1993 med Troldmandens søn. Vid sidan av sitt författande har hon studerat litteraturvetenskap vid Köpenhamns universitet.